# Автошлях Т 2201
Автошлях Т 2201 — автомобільний шлях територіального значення в Херсонській області. Проходить територією Білозерського району через Херсон — Білозерку. Загальна довжина — 3,1 км.

## Маршрут
Автошлях проходить через такі населені пункти:
| Автошлях Т 2201    |        |
| Херсонська область |        |
| Білозерський район |        |
| Херсон             | E97М14 |
| Зимівник           |        |
| Комишани           |        |
| Приозерне          |        |
| Білозерка          |        |